# 에콰도르비스카차
에콰도르비스카차(Lagidium ahuacaense)는 친칠라과에 속하는 설치류의 일종이다. 에콰도르 남서부 지역에서 발견된다. 2005년에 처음 관찰되었고 2009년에 공식적으로 기재되었으며, 이전에 알려진 페루 중부의 산악 비스카차 개체군에서 가장 가까운 500km 이상 북쪽에서 발견된다. 알려진 유일한 개체군은 에콰도르 남부의 고립된 화강암 산악 지역인 세로 엘 아후아카의 암반 서식지에서 발견되며, 수십 마리의 소수의 개체만이 남아 있다. 화재와 소 방목때문에 위협을 받고 있으며, 발견자들은 에콰도르비스카차의 "멸종위급종"으로 분류할 것을 권고하고 있다.